# Liste der Naturdenkmale im Amt Demmin-Land
Die Liste der Naturdenkmale in Amt Demmin-Land nennt die Naturdenkmale im Amt Demmin-Land im Landkreis Mecklenburgische Seenplatte in Mecklenburg-Vorpommern.

## Beggerow
| Bild | Nr.        | Bezeichnung | Standort                                                             | Beschreibung | Schutzzweck | Verordnung |
| ---- | ---------- | ----------- | -------------------------------------------------------------------- | ------------ | ----------- | ---------- |
| BW   | 2144/415-0 | Stieleiche  | Gatschow westlich Leistenower Mühle (53° 50′ 28,1″ N, 13° 5′ 7,7″ O) | [ 1 ]        |             |            |

## Borrentin
| Bild | Nr.        | Bezeichnung    | Standort                                                                             | Beschreibung | Schutzzweck | Verordnung |
| ---- | ---------- | -------------- | ------------------------------------------------------------------------------------ | ------------ | ----------- | ---------- |
| BW   | 2243/404-0 | Stieleichen    | Gnevezow Gutshof (53° 47′ 31,2″ N, 12° 59′ 27,3″ O)                                  | [ 2 ]        |             |            |
| BW   | 2243/408-0 | Bergahorn      | Gnevezow Gutshaus; Nordwestecke (53° 47′ 32,5″ N, 12° 57′ 37,3″ O)                   | [ 3 ]        |             |            |
| BW   | 2243/405-0 | 2 Winterlinden | Gnevezow Gutspark (53° 47′ 33,1″ N, 12° 57′ 38,4″ O)                                 | [ 4 ]        |             |            |
| BW   | 2243/424-0 | Platane        | Gnevezow Gutspark (53° 47′ 34,4″ N, 12° 57′ 36,7″ O)                                 | [ 5 ]        |             |            |
| BW   | 2243/406-0 | Spitzahorn     | Gnevezow Gutspark (53° 47′ 34,4″ N, 12° 57′ 41,1″ O)                                 | [ 6 ]        |             |            |
| BW   | 2243/407-0 | Wildbirnbaum   | Gnevezow in Feldflur nördlich des Ortes (53° 47′ 55,4″ N, 12° 57′ 43,8″ O)           | [ 7 ]        |             |            |
| BW   | 2144/420-0 | 3 Stieleichen  | Lindenhof Gutspark Lindenhof (53° 50′ 59,1″ N, 13° 0′ 1,1″ O)                        | [ 8 ]        |             |            |
| BW   | 2144/414-0 | Silberpappel   | Lindenhof am Weg nach Glendelin (53° 50′ 49,1″ N, 13° 0′ 56″ O)                      | [ 9 ]        |             |            |
| BW   | 2144/425-0 | Hainbuche      | Lindenhof Forstrand beim Klenzer Mühlbach (53° 51′ 53″ N, 13° 1′ 12,3″ O)            | [ 10 ]       |             |            |
| BW   | 2143/411-0 | 3 Stieleichen  | Pentz Gutspark Pentz (53° 49′ 46,1″ N, 12° 59′ 37,3″ O)                              | [ 11 ]       |             |            |
| BW   | 2243/401-0 | Stieleiche     | Wolkwitz Ostseite B 194, Ortsgrenze zu Grammentin (53° 45′ 53,2″ N, 12° 56′ 14,8″ O) | [ 12 ]       |             |            |
| BW   | 2243/402-0 | Stieleiche     | Wolkwitz Ostseite B 194, Ortsgrenze zu Grammentin (53° 45′ 53,2″ N, 12° 56′ 20,6″ O) | [ 13 ]       |             |            |

## Hohenbollentin
Hier sind keine Naturdenkmale bekannt.

## Hohenmocker
| Bild | Nr.        | Bezeichnung                | Standort                                                                                                | Beschreibung | Schutzzweck | Verordnung |
| ---- | ---------- | -------------------------- | --- | ------------ | ----------- | ---------- |
| BW   | 2144/413-0 | Hecke und drei Stieleichen | Hohenbrünzow südöstlich von Hohenbrünzow (53° 48′ 21,7″ N, 13° 9′ 3,1″ O)                               | [ 14 ]       |             |            |
| BW   | 2144/419-0 | 3 Stieleichen              | Hohenbrünzow Schlosspark (53° 48′ 44″ N, 13° 8′ 39,7″ O)                                                | [ 15 ]       |             |            |
| BW   | 2144/423-0 | 3 Linden                   | Hohenbrünzow Schlosspark (53° 48′ 44″ N, 13° 8′ 39,9″ O)                                                | [ 16 ]       |             |            |
| BW   | 2144/424-0 | Stieleiche                 | Hohenbrünzow südlich der Straße Sarow-Hohenbrünzow (53° 48′ 21,5″ N, 13° 7′ 52,8″ O)                    | [ 17 ]       |             |            |
| BW   | 2144/429-0 | 2 Wildapfelbäume           | Hohenbrünzow östlich von Hohenbrünzow (53° 48′ 47,7″ N, 13° 8′ 54,6″ O)                                 | [ 18 ]       |             |            |
| BW   | 2145/452-0 | Lindenallee                | Hohenmocker Sternfeld (K 58); von Dorfstraße bis Ortslage am Bahnhof (53° 49′ 14,4″ N, 13° 10′ 58,8″ O) | [ 19 ]       |             |            |
| BW   | 2145/406-0 | Stieleiche                 | Tenzerow L 271, südlich Gutspark (53° 48′ 55,3″ N, 13° 11′ 19,6″ O)                                     | [ 20 ]       |             |            |
| BW   | 2145/451-0 | Lindenallee                | Tenzerow von Tenzerow 1 bis zur L 271 (53° 49′ 14,4″ N, 13° 10′ 58,8″ O)                                | [ 21 ]       |             |            |

## Kentzlin
| Bild | Nr.        | Bezeichnung   | Standort                                                                 | Beschreibung                                    | Schutzzweck | Verordnung |
| ---- | ---------- | ------------- | ------------------------------------------------------------------------ | ----------------------------------------------- | ----------- | ---------- |
| BW   | 2243/411-0 | 5 Stieleichen | Alt-Kentzlin Alt-Kentzlin 15 (53° 45′ 29,3″ N, 12° 58′ 26,4″ O)          | Turmhügel Staringsberg im Gutspark Alt-Kentzlin |             |            |
| BW   | 2243/420-0 | Stieleiche    | Neu-Kentzlin gegenüber Neu-Kentzlin 50 (53° 45′ 44,3″ N, 12° 59′ 7,1″ O) | [ 23 ]                                          |             |            |

## Kletzin
| Bild | Nr.        | Bezeichnung   | Standort                                                                              | Beschreibung | Schutzzweck | Verordnung |
| ---- | ---------- | ------------- | ------------------------------------------------------------------------------------- | ------------ | ----------- | ---------- |
| BW   | 2044/402-0 | Platane       | Kletzin nördlich Siedenbrünzow (53° 54′ 33,2″ N, 13° 9′ 17,7″ O)                      | [ 24 ]       |             |            |
| BW   | 2044/102-0 | Gemeine Esche | Pensin Pensin 29 (53° 56′ 6,4″ N, 13° 6′ 59,1″ O)                                     | [ 25 ]       |             |            |
| BW   | 2045/106-0 | Stieleiche    | Ückeritz Feldflur nordwestlich beim Kuckucksgraben (53° 55′ 41,7″ N, 13° 10′ 40,7″ O) | [ 26 ]       |             |            |
| BW   | 2045/113-0 | Stieleiche    | Ückeritz westlich des Ortes (53° 55′ 21″ N, 13° 10′ 36,8″ O)                          | [ 27 ]       |             |            |
| BW   | 2045/114-0 | 6 Stieleichen | Ückeritz Feldflur nordwestlich (53° 55′ 39,6″ N, 13° 10′ 32,8″ O)                     | [ 28 ]       |             |            |
| BW   | 2045/115-0 | 3 Linden      | Ückeritz Kapelle (53° 55′ 23,7″ N, 13° 10′ 55,1″ O)                                   | [ 29 ]       |             |            |
| BW   | 2045/402-0 | Blutbuche     | Ückeritz östlich Ückeritz (53° 54′ 31,4″ N, 13° 10′ 50,8″ O)                          | [ 30 ]       |             |            |

## Lindenberg
| Bild | Nr.        | Bezeichnung  | Standort                                                        | Beschreibung                         | Schutzzweck | Verordnung |
| ---- | ---------- | ------------ | --------------------------------------------------------------- | ------------------------------------ | ----------- | ---------- |
| BW   | 2244/409-0 | Blutbuche    | Lindenberg Rellyner Straße 13 (53° 45′ 50,1″ N, 13° 1′ 15,5″ O) | [ 31 ]                               |             |            |
| BW   | 2244/427-0 | Stieleiche   | Lindenberg Rellyner Straße 18 (53° 45′ 48,1″ N, 13° 1′ 17,6″ O) | [ 32 ]                               |             |            |
| BW   | 2244/415-0 | Rotbuche     | Lindenberg Gutspark (53° 45′ 45,7″ N, 13° 1′ 35,6″ O)           | Turmhügel im Gutspark                |             |            |
| BW   | 2244/403-0 | Stieleiche   | Lindenberg Gutspark (53° 45′ 51,2″ N, 13° 1′ 38,6″ O)           | im Gutspark, hinter Rellyner Str. 28 |             |            |
| BW   | 2244/422-0 | 2 Blutbuchen | Lindenberg Gutspark (53° 45′ 50,5″ N, 13° 1′ 38,4″ O)           | im Gutspark                          |             |            |

## Meesiger
| Bild | Nr.        | Bezeichnung | Standort                                                 | Beschreibung | Schutzzweck | Verordnung |
| ---- | ---------- | ----------- | -------------------------------------------------------- | ------------ | ----------- | ---------- |
| BW   | 2143/408-0 | Kiefer      | nordwestlich Gravelotte (53° 49′ 41″ N, 12° 54′ 42,6″ O) | [ 36 ]       |             |            |
| BW   | 2143/409-0 | Kiefer      | westlich Meesiger (53° 48′ 42,3″ N, 12° 54′ 6,2″ O)      | [ 37 ]       |             |            |

## Nossendorf
Hier sind keine Naturdenkmale bekannt.

## Sarow
| Bild | Nr.        | Bezeichnung   | Standort                                          | Beschreibung | Schutzzweck | Verordnung |
| ---- | ---------- | ------------- | ------------------------------------------------- | ------------ | ----------- | ---------- |
| BW   | 2244/406-0 | Platane       | Gehmkow Gutspark (53° 47′ 39,7″ N, 13° 3′ 6″ O)   | [ 38 ]       |             |            |
| BW   | 2244/404-0 | Blutbuche     | Gehmkow Gutspark (53° 47′ 39,7″ N, 13° 3′ 5,8″ O) | [ 39 ]       |             |            |
| BW   | 2244/402-0 | Gemeine Esche | Sarow Gutspark (53° 47′ 40,6″ N, 13° 6′ 17,2″ O)  | [ 40 ]       |             |            |
| BW   | 2244/401-0 | 2 Stieleichen | Sarow Gutspark (53° 47′ 40,3″ N, 13° 6′ 22,6″ O)  | [ 41 ]       |             |            |
| BW   | 2244/405-0 | Traueresche   | Törpin Kirchhof (53° 46′ 51,9″ N, 13° 4′ 21″ O)   | [ 42 ]       |             |            |

## Schönfeld
| Bild | Nr.        | Bezeichnung       | Standort                                                                 | Beschreibung | Schutzzweck | Verordnung |
| ---- | ---------- | ----------------- | ------------------------------------------------------------------------ | ------------ | ----------- | ---------- |
| BW   | 2143/102-0 | 2 Gemeine Kiefern | östlich vom Galgenbach, SÖ Ellermühle (53° 51′ 15,2″ N, 12° 55′ 50,8″ O) | [ 43 ]       |             |            |
| BW   | 2143/106-0 | Stieleiche        | Klenz Klenz 10 (53° 52′ 35″ N, 12° 58′ 39,5″ O)                          | [ 44 ]       |             |            |
| BW   | 2143/104-0 | Hainbuche         | Klenz nordwestlich Klenz 2 (53° 52′ 30,1″ N, 12° 59′ 25,9″ O)            | [ 45 ]       |             |            |
| BW   | 2143/404-0 | Stieleiche        | Schönfeld Dorfstraße (53° 51′ 14,1″ N, 12° 57′ 26,5″ O)                  | [ 46 ]       |             |            |
| BW   | 2143/406-0 | Gemeine Kiefer    | westlich Schönfeld (53° 51′ 16,6″ N, 12° 56′ 18,1″ O)                    | [ 47 ]       |             |            |
| BW   | 2143/401-0 | Linde             | Trittelwitz Gutspark (53° 52′ 18,7″ N, 12° 57′ 44,2″ O)                  | [ 48 ]       |             |            |
| BW   | 2143/402-0 | Linde             | Trittelwitz Gutspark (53° 52′ 18,7″ N, 12° 57′ 44,4″ O)                  | [ 49 ]       |             |            |
| BW   | 2143/403-0 | Linde             | Trittelwitz Gutspark (53° 52′ 18,7″ N, 12° 57′ 44,5″ O)                  | [ 50 ]       |             |            |
| BW   | 2143/405-0 | Waldkiefer        | Trittelwitz Trittelwitz 1 (53° 52′ 12,2″ N, 12° 57′ 42″ O)               | [ 51 ]       |             |            |

## Siedenbrünzow
| Bild | Nr.        | Bezeichnung     | Standort                                                     | Beschreibung | Schutzzweck | Verordnung |
| ---- | ---------- | --------------- | ------------------------------------------------------------ | ------------ | ----------- | ---------- |
| BW   | 2045/401-0 | Stieleiche      | Heidekrug Jarmener Straße (53° 53′ 55,7″ N, 13° 10′ 24,6″ O) | [ 52 ]       |             |            |
| BW   | 2144/412-0 | Winterlinde     | Sanzkow Sanzkow 47 (53° 53′ 26,7″ N, 13° 7′ 31,9″ O)         | [ 53 ]       |             |            |
| BW   | 2144/422-0 | 2 Platanen      | Sanzkow Gutspark (53° 53′ 29,9″ N, 13° 6′ 59,1″ O)           | [ 54 ]       |             |            |
| BW   | 2144/418-0 | 4 Rosskastanien | Sanzkow südlich des Ortes (53° 53′ 13,1″ N, 13° 7′ 28,7″ O)  | [ 55 ]       |             |            |
| BW   | 2045/426-0 | Stieleiche      | Vanselow nördlich des Ortes (53° 53′ 5,4″ N, 13° 10′ 37″ O)  | [ 56 ]       |             |            |

## Sommersdorf
| Bild            | Nr.        | Bezeichnung | Standort                                                                          | Beschreibung | Schutzzweck | Verordnung |
| --------------- | ---------- | ----------- | --------------------------------------------------------------------------------- | ------------ | ----------- | ---------- |
| BW              | 2243/100-0 | Pappel      | Bungalowsiedlung II Seeperle (53° 47′ 30,8″ N, 12° 52′ 29,4″ O)                   | [ 57 ]       |             |            |
| Fotos hochladen | 2243/412-0 | 3 Platanen  | Sommersdorf Meesiger Damm, Gutshof Sommersdorf (53° 47′ 40,5″ N, 12° 53′ 36,5″ O) | [ 58 ]       |             |            |
| BW              | 2243/417-0 | 4 Linden    | Sommersdorf Meesiger Damm, Gutspark (53° 47′ 41,1″ N, 12° 53′ 37,6″ O)            | [ 59 ]       |             |            |

## Utzedel
| Bild | Nr.        | Bezeichnung             | Standort                                                                         | Beschreibung | Schutzzweck | Verordnung |
| ---- | ---------- | ----------------------- | -------------------------------------------------------------------------------- | ------------ | ----------- | ---------- |
| BW   | 2144/406-0 | Wildapfelbaum           | Dorotheenhof beim Augraben (53° 52′ 23,4″ N, 13° 5′ 0,1″ O)                      | [ 60 ]       |             |            |
| BW   | 2144/403-0 | Stieleiche              | Leistenow Buschmühler Weg, gegenüber Nr. 7 (53° 50′ 46,7″ N, 13° 5′ 28,3″ O)     | [ 61 ]       |             |            |
| BW   | 2144/428-0 | Sumpfzypresse           | Leistenow Gutspark (53° 50′ 44,2″ N, 13° 5′ 52,1″ O)                             | [ 62 ]       |             |            |
| BW   | 2144/435-0 | Flatterulme             | Leistenow Gutspark (53° 50′ 44,2″ N, 13° 5′ 52,3″ O)                             | [ 63 ]       |             |            |
| BW   | 2144/432-0 | Stieleiche              | Leistenow an Bach, südwestlich des Ortes (53° 50′ 29,8″ N, 13° 5′ 36,6″ O)       | [ 64 ]       |             |            |
| BW   | 2144/437-0 | Gemeine Esche           | Leistenow Mühlendamm 9 (53° 50′ 36,6″ N, 13° 5′ 38,5″ O)                         | [ 65 ]       |             |            |
| BW   | 2144/439-0 | 5 Stieleichen           | Leistenow Buschmühler Weg, Waldrand/Ortsgrenze (53° 50′ 53,2″ N, 13° 5′ 14,3″ O) | [ 66 ]       |             |            |
| BW   | 2145/401-0 | Winterlindengruppe      | Roidin gegenüber vom Friedhof (53° 51′ 0,4″ N, 13° 10′ 25,1″ O)                  | [ 67 ]       |             |            |
| BW   | 2145/402-0 | Robinie und Winterlinde | Roidin Roidin 29b (53° 51′ 9″ N, 13° 10′ 9,6″ O)                                 | [ 68 ]       |             |            |
| BW   | 2144/401-0 | Stieleiche              | Utzedel Gutspark (53° 51′ 35,6″ N, 13° 6′ 27,6″ O)                               | [ 69 ]       |             |            |
| BW   | 2144/405-0 | Linde                   | Utzedel Gutspark (53° 51′ 37,3″ N, 13° 6′ 26″ O)                                 | [ 70 ]       |             |            |
| BW   | 2144/417-0 | Stieleiche              | Utzedel Kastanienweg 13 (53° 51′ 38″ N, 13° 6′ 29,9″ O)                          | [ 71 ]       |             |            |
| BW   | 2144/421-0 | Stieleiche              | Utzedel Kastanienweg 14 (53° 51′ 40,4″ N, 13° 6′ 39,7″ O)                        | [ 72 ]       |             |            |

## Verchen
| Bild | Nr.        | Bezeichnung | Standort                                              | Beschreibung | Schutzzweck | Verordnung |
| ---- | ---------- | ----------- | ----------------------------------------------------- | ------------ | ----------- | ---------- |
| BW   | 2143/103-0 | Kiefer      | Verchen Seestraße 9 (53° 50′ 58,2″ N, 12° 54′ 4,8″ O) | [ 73 ]       |             |            |

## Warrenzin
| Bild | Nr.        | Bezeichnung | Standort                                                       | Beschreibung | Schutzzweck | Verordnung |
| ---- | ---------- | ----------- | -------------------------------------------------------------- | ------------ | ----------- | ---------- |
| BW   | 2143/101-0 | Sommerlinde | Wolkow Anger (53° 53′ 38,3″ N, 12° 58′ 12,4″ O)                | [ 74 ]       |             |            |
| BW   | 2143/100-0 | Blutbuche   | Wolkow Wolkow 6 (53° 53′ 45,1″ N, 12° 58′ 8,8″ O)              | [ 75 ]       |             |            |
| BW   | 2043/104-0 | Stieleiche  | Wolkow Nordrand der Gemarkung (53° 54′ 5,9″ N, 12° 58′ 4,9″ O) | [ 76 ]       |             |            |